# علم الأعصاب التطوري
علم الأعصاب التطوري هو دراسة علمية لتطور الأجهزة العصبية. يستقصي علم الأعصاب التطوري عن التطور والتاريخ الطبيعي لبناء الجهاز العصبي ووظائفه وخصائصه الناشئة. يعتمد هذا المجال على مفاهيم واكتشافات من كلا علم الأعصاب والبيولوجيا التطورية. تاريخيا، كانت معظم الأبحاث التجريبية في مجال التشريح المقارن، وتستفيد الدراسات الحديثة طرق المقارنة التطورية، كما يستفاد من مقاربات الاصطفاء الصناعي والتطور التجريبي.
يرتبط هذا المجال فكريا ونظريا بمجالات متنوعة كعلم الجينوم الإدراكي، الجينات العصبية، علم الأعصاب النمائي، علم السلوك العصبي، علم النفس المقارن، البيولوجيا النمائية التطورية، علم الأعصاب السلوكي، علم الأعصاب الإدراكي، علم البيئة السلوكي، الأنثروبولوجيا البيولوجية والبيولوجيا الاجتماعية.
يفحص علماء علم الأعصاب التطوري التغيرات الحادثة في الجينات، التشريح، وظائف الأعضاء، والسلوك، وذلك من أجل دراسة التغيرات التطورية الحادثة في الدماغ. ويدرسون عددا كبيرا من العمليات التي تتضمن تطور الأنظمة الصوتية، البصرية، السمعية، والتعلّمية وكذلك تطور اللغة. وبالإضافة إلى ذلك، يدرس علماء علم الاعصاب التطوري تطور مناطق معينة أو بنى معينة في الدماغ، كاللوزة الدماغية، الدماغ الأمامي، المخيخ، وكذلك القشرة الحركية أو القشرة البصرية.

## خلفية تاريخية
بدأت دراسات الدماغ في زمن المصريين القدماء، لكن الدراسات في مجال علم الأعصاب التطوري بدأت بعد نشر داروين لأصل الأنواع في عام 1859. وفي ذلك الوقت، كان تطور الدماغ يُرى في الغالب على أنه مرتبط بفكرة سلسلة الوجود العظمى المغلوطة. وقد كان السائد أن تطور السلالات وتطور الدماغ يسيران بشكل مستقيم. في مطلع القرن العشرين، كانت هناك العديد من النظريات السائدة حول التطور. وقد كانت الداروينية مبنية على مبادئ الانتخاب الطبيعي والتنوع، أما اللاماركية فكانت مبنية على توريث الصفات الممتلكة، وكانت استقامة التطور مبنية على افتراض أن الميل إلى الكمال يسير التطور، وجادلت نظرية التطور القافز بأن التنوع المتقطع يخلق أنواعا جديدة. أصبحت نظرية داروين الأكثر قبولا وسمحت للناس بأن يبدأوا التفكير في طريقة تطور الحيوانات وأدمغتها.
كان كتاب عام 1936 «التشريح المقارن للجهاز العصبي للفقاريات بما في ذلك الإنسان» الذي نشره عالم الأعصاب الهولندي سي يو أرينس كابيرس، والذي كان قد نشر بالألمانية لأول مرة في عام 1921، من المنشورات الرئيسية في هذا المجال. فباتباع الاصطناع التطوري، أجريت دراسة التشريح المقارن للجهاز العصبي وفقا للمنظور التطوري، كما أن الدراسات الحديثة تتحد مع فرع الجينات النمائية. ومن المقبول حاليا أن التغيرات في تطور السلالات تحدث بشكل مستقل بين الأنواع بمرور الزمن وأنها لا يمكن أن تكون مستقيمة. كما يُعتقد أن الزيادة في حجم الدماغ ترتبط بالزيادة في المراكز العصبية وزيادة التعقيد السلوكي.

## جدالات رئيسية
بمرور الوقت، أصبحت هناك جدالات كثيرة تحاول تفسير تاريخ علم الأعصاب التطوري. جاء الجدال الأول بين ايتيان جوفري سانت هيلار وجورج كوفييه حول موضوع «الخطة المشتركة مقابل التنوع». فقد جادل كوفري بأن كل الحيوانات تتبع أساسا من خطة واحدة أو نموذج أصلي وشدد على أهمية التنادد الكائنات الحية، بينما اعتقد كوفييه في أن شكل الأعضاء يتحدد بوظيفتها وأن معرفة وظيفة عضو واحد قد تساعد في اكتشاف وظائف الأعضاء الأخرى. وقد جادل بأن هناك على الأقل أربعة أنواع من النماذج الأصلية. عقب مجيء دارون، أصبحت فكرة التطور أكثر قبولا وكذلك فكرة جوفري عن الأشكال المتناددة. وكان الجدال الرئيسي الثاني هو ذلك الخاص بالتدرج الطبيعي الأرسطي مقابل شجرة تطور الأنواع. وقد دعي التدرج الطبيعي لاحقا بتدرج تطور الأنواع، وقد بني على فرضية أن تطور الأنواع يسير في خط مستقيم أو أنه متدرج، بينما كانت حجة شجرة تطور الأنواع مبنية على فكرة أن تطور الأنواع لا يسير في خط مستقيم ويشبه الشجرة أكثر مما يشبه التدرج. وقد أصبح مقبولا اليوم أن تطور السلالات يسير في خط غير مستقيم. تناول الجدال الرئيسي الثالث حجم الدماغ وما إذا كان الحجم النسبي أو الحجم المطلق أكثر أهمية في تحديد الوظيفة. وفي نهايات القرن الثامن عشر، تقرر أن النسبة بين الدماغ إلى الجسم تقل كلما صغر الجسم. ومع ذلك، فقد تم التركيز مؤخرا على الحجم المطلق للدماغ، حيث يتدرج ذلك مع البنى الداخلية ومع الوظائف، ومع درجة التعقيد البنيوي، ومع كمية المادة البيضاء في الدماغ، مما يشير إلى أن حجم الدماغ المطلق أفضل بكثير في التنبؤ بوظائف الدماغ. وأما الجدال الرئيسي الرابع والأخير فهو الانتخاب الطبيعي (الدارويني) مقابل القيود النمائية (التطور المتضافر). وقد أصبح مقبولا الآن أن التطور في النمو هو ما يتسبب في أن تُظهر الأنواع البالغة تغايرات، ويؤكد علماء الأعصاب على أن العديد من جوانب الدماغ وبنيته محفوظة عبر الأنواع.

## تقنيات
على مدار التاريخ، رأينا كيف أن علم الأعصاب التطوري كان معتمدا على تطورات النظرية البيولوجية وتقنياتها. وقد تشكَّل مجال علم الأعصاب التطور بتطور تقنيات جديدة تسمح باكتشاف وفحص أجزاء من الجهاز العصبي. ففي عام 1873، ابتكر كاميلو غوجي طريقة نترات الفضة التي مكنتنا من وصف الدماغ على المستوى الخلوي بدل من المستوى الإجمالي وحسب. واستخدم سانتياغو رامون وبيدرو رامون هذه الطريقة لتحليل أجزاء عديدة من الأدمغة، مما وسع مجال التشريع العصبي المقارن. وفي النصف الثاني من القرن التاسع عشر، سمحت تقنيات جديدة للعلماء بتحديد مجموعات خلوية عصبية وحزم ألياف في الأدمغة. في عام 1885، اكتشف فيتوريو مارخي تقنية صبغية مكنت العلماء من رؤية التنكس المحواري المستحث في المحوارات النخاعية، وفي عام 1950، سمحت طريقة ناوتا بالقيام بمزيد من التحديد الدقيق للألياف المنحلة، وفي سبعينات القرن العشرين، كانت هناك العديد من الاكتشافات للقفّاءات الجزيئية التي استخدمت في التجارب منذ ذلك الوقت وحتى اليوم. وفي العشرين عاما الأخيرة، أصبحت التصنيفات التفرعية أيضا أداة هامة للبحث عن التغاير في الدماغ.